# I Won't Last a Day Without You (álbum)
I Won't Last a Day Without You es un álbum de estudio del cantante Al Martino, publicado en mayo de 1974 a través del sello discográfico Capitol Records. La versión inglesa del LP, que incluía «Spanish Eyes» en lugar de «I Din't Mean to Love You», fue lanzada en 1973 bajo el título de This Is Al Martino.

## Recepción de la crítica
Un escritor no especificado de la revista Billboard declaró: “Con buena voz como siempre y una apuesta segura por la gran difusión de MOR, Martino ha creado otro set de calidad”.

## Lista de canciones
| Lado uno |                                     |                             |          |  |
| N.º      | Título                              | Escritor(es)                | Duración |  |
| 1.       | «I Won't Last a Day Without You»    | Paul Williams Roger Nichols | 3:47     |  |
| 2.       | «Here's to the Next Time»           | John Carter Geoff Stephens  | 3:05     |  |
| 3.       | «Living Together»                   | Sheila Davis Lor Crane      | 2:45     |  |
| 4.       | «Daddy Loves You, Honey»            | Tony Hiller Ivor Raymonde   | 3:17     |  |
| 5.       | «The Greatest Song I've Ever Heard» | Dick Holler                 | 2:58     |  |

| Lado dos |                                |                                        |          |  |
| N.º      | Título                         | Escritor(es)                           | Duración |  |
| 1.       | «When You're Asleep»           | Gerard Florio David Goldstein          | 2:43     |  |
| 2.       | «Hey Mama»                     | Chris Arnold David Martin Geoff Morrow | 3:17     |  |
| 3.       | «Open Your Arms to a Stranger» | Peter Tevis Raul Abeyta Scott Tevis    | 3:01     |  |
| 4.       | «Where Forever Begins»         | Don Black Denis King                   | 2:45     |  |
| 5.       | «I Didn't Mean to Love You»    | Karen Philipp Artie Butler             | 3:45     |  |

## Créditos y personal
Créditos adaptados desde las notas de álbum de This Is Al Martino.
Personal técnico
- Peter Travis – productor
- Marty Paich – arreglos en «I Won't Last a Day Without You», «When You're Asleep», «Open Your Arms to a Stranger» y «Where Forever Begins»
- Larry Muhoberac – arreglos en «Here's to the Next Time»
- Al De Lory – arreglos en «Living Together», «Daddy Loves You Honey» y «The Greatest Song I've Ever Heard»
- Peter De Angelis – arreglos, conductor en «Spanish Eyes»
- Ralph Ferraro – arreglos en «Hey Mama»